# The Lounge Lizards
The Lounge Lizards was een Amerikaanse eclectische muziekband die in 1978 werd opgericht door saxofonist John Lurie en zijn broer, pianist Evan Lurie. In eerste instantie bekend om hun ironische kijk op jazz, werd The Lounge Lizards uiteindelijk een showcase voor John Lurie's verfijnde composities, die zich uitstrekken over jazz en vele andere genres. Ze waren actief tot ongeveer 1998 met de gebroeders Lurie als de enige constante leden, hoewel veel vooraanstaande in New York gevestigde muzikanten lid waren van de groep. De naam van de band is ontleend aan Amerikaans jargon. Een loungehagedis wordt meestal afgebeeld als een goedgeklede man die de etablissementen bezoekt waar de rijken samenkomen, met de bedoeling een rijke vrouw te verleiden met zijn vleierij en bedrieglijke charme.

## Bezetting
- John Lurie - alto/soprano saxophone (alt/sopraan saxofoon)
- Evan Lurie (piano, orgel)
- Arto Lindsay (gitaar)
- Steve Piccolo (basgitaar)
- Anton Fier (drums)
- Dana Vlcek (gitaar)
- Danny Rosen (gitaar)
- Peter Zummo (trombone)
- Tony Garnier (basgitaar)
- Dougie Bowne (drums)
- Roy Nathanson (saxofoon)
- Curtis Fowlkes (trombone)
- Marc Ribot (gitaar, trompet, ebhorn)
- Erik Sanko (basgitaar)
- E.J. Rodriguez (percussie)
- Brandon Ross (gitaar)
- Al MacDowell (basgitaar)
- Calvin Weston (drums)
- Michael Blake (saxofoon)
- Steven Bernstein (trompet)
- Billy Martin (percussie)
- Jane Scarpantoni (cello)
- Bryan Carrott (marimba, vibrafoon)
- Michele Navazio (gitaar)
- Oren Bloedow (basgitaar)
- David Tronzo (gitaar)
- Ben Perowsky (percussie)
- Tony Scherr (basgitaar)
- Doug Wieselman (gitaar, klarinet)
- Mauro Refosco (percussie)
- John Medeski (orgel)
- Kenny Wollesen (drums)
- Jaime Scott (gitaar)
- Danny Blume (gitaar)
- Clark Gayton (trombone)

## Geschiedenis
Bij de oprichting bestond de band uit John Lurie en Evan Lurie, gitarist Arto Lindsay, bassist Steve Piccolo en percussionist Anton Fier. Ze brachten in 1981 een titelloos album uit bij EG Records, dat twee Thelonious Monk-covers bevatte, maar zoals een criticus opmerkte, lijken de twee voornoemde Monk-covers een vreemde keuze als je de band hoort, die meer gemeen heeft met sonische experimentalisten zoals Ornette Coleman of Sun Ra. Halverwege de jaren 1980 bestond een nieuwe bezetting uit bassist Erik Sanko, trombonist Curtis Fowlkes, gitarist Marc Ribot, saxofonist Roy Nathanson en percussionisten Dougie Bowne en E.J. Rodriguez. Deze band nam verschillende live- en studioalbums op en toonde John Lurie's steeds geavanceerdere en meerlagige composities. De muziekvideo Big Heart uit 1987 was te zien in de animatie The Brothers Grunt voor volwassenen.
In 1998 bracht de band Queen of All Ears uit bij het label Strange and Beautiful Music van John Lurie en waren Steven Bernstein, Michael Blake, Oren Bloedow, David Tronzo, Calvin Weston en Billy Martin erbij gekomen. De muziek van The Lizards is geen jazz, zei Fred Bouchard van JazzTimes, maar het is intelligent, ritmisch en harmonisch interessant (het is ook geen rock, met andere woorden) en, ondanks de ultrahippe attributen, heeft het een bijna onschuldige directheid die stilistisch vooroordeel kan overstijgen. The Lounge Lizards zijn de laatste jaren minder actief geworden. John Lurie is bezig geweest met schilderen, terwijl Evan heeft meegewerkt aan The Backyardigans, een kindershow die meerdere muzikale genres belicht.

## Discografie

### Studioalbums
- 1981: Lounge Lizards
- 1987: No Pain for Cakes
- 1988: Voice of Chunk
- 1998: Queen of all Ears

### Livealbums
- 1983: Live from the Drunken Boat
- 1985: Live 79-81
- 1986: Big Heart: Live in Tokyo
- 1993: Live in Berlin, Vol. 1
- 1993: Live in Berlin, Vol. 2